# Whiskey Cavalier
Whiskey Cavalier è una serie televisiva statunitense ideata da David Hemingson.
La serie è andata in onda sul network ABC dal 27 febbraio 2019; in Italia è stata trasmessa su Premium Crime dal 7 marzo dello stesso anno, mentre è stata trasmessa in chiaro dal 6 maggio 2020.

## Trama
La serie segue le avventure dell'agente dell'FBI Will Chase (nome in codice: Whiskey Cavalier) che, a seguito di una separazione emotiva, viene assegnato a lavorare con l'agente della CIA Francesca 'Frankie' Trowbridge (nome in codice: Fiery Tribune). Insieme, guidano una squadra di spie che periodicamente salvano il mondo (e l'un l'altro) mentre navigano le strade rocciose dell'amicizia, del romanticismo e della politica d'ufficio.

## Personaggi e interpreti

### Principali
- Will Chase, interpretato da Scott Foley[6]
- Francesca "Frankie" Trowbridge, interpretata da Lauren Cohan[7]
- Susan Sampson, interpretata da Ana Ortiz
- Edgar Standish, interpretato da Tyler James Williams
- Ray Prince, interpretato da Josh Hopkins
- Jay Datta, interpretato da Vir Das

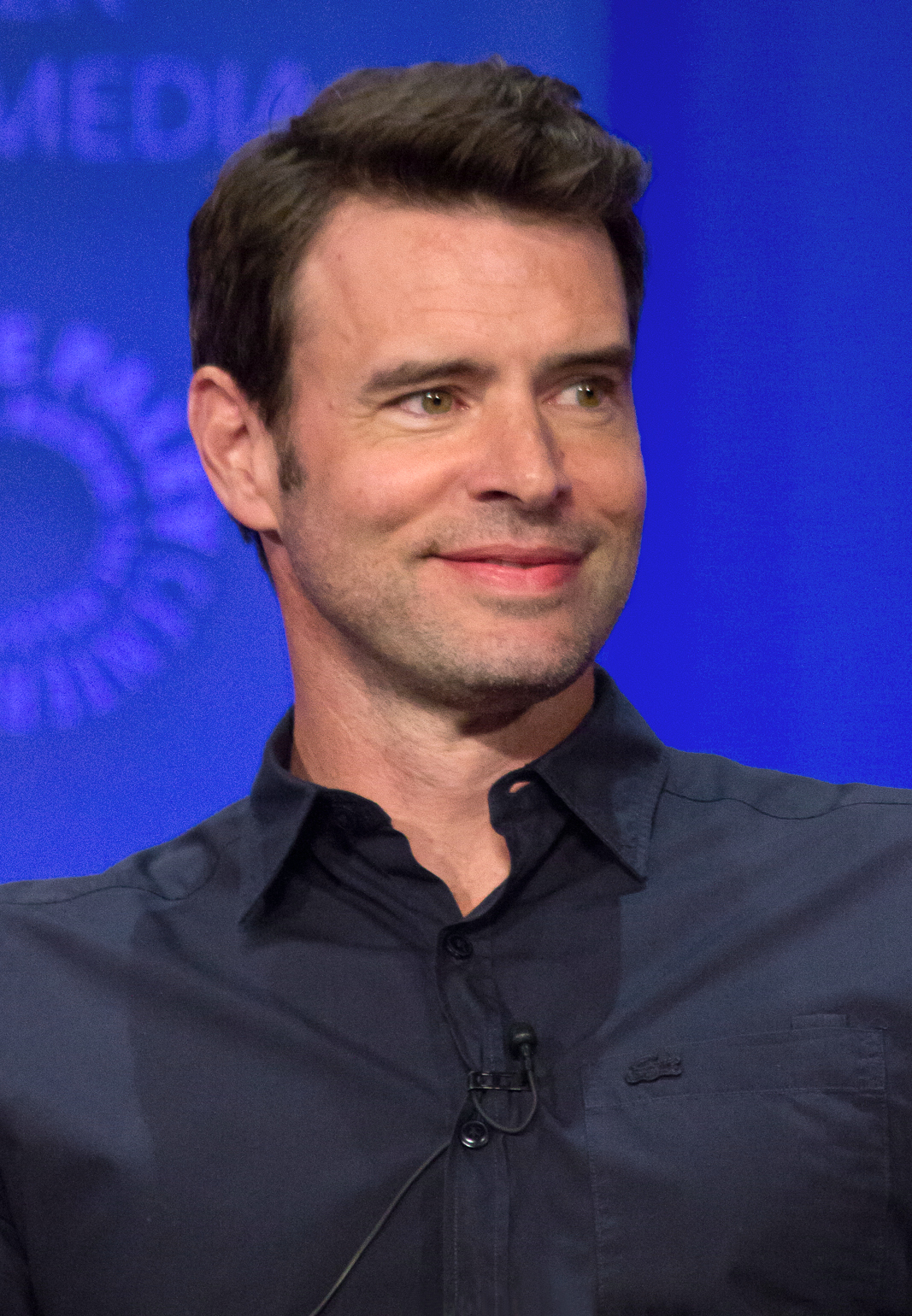
Scott Foley
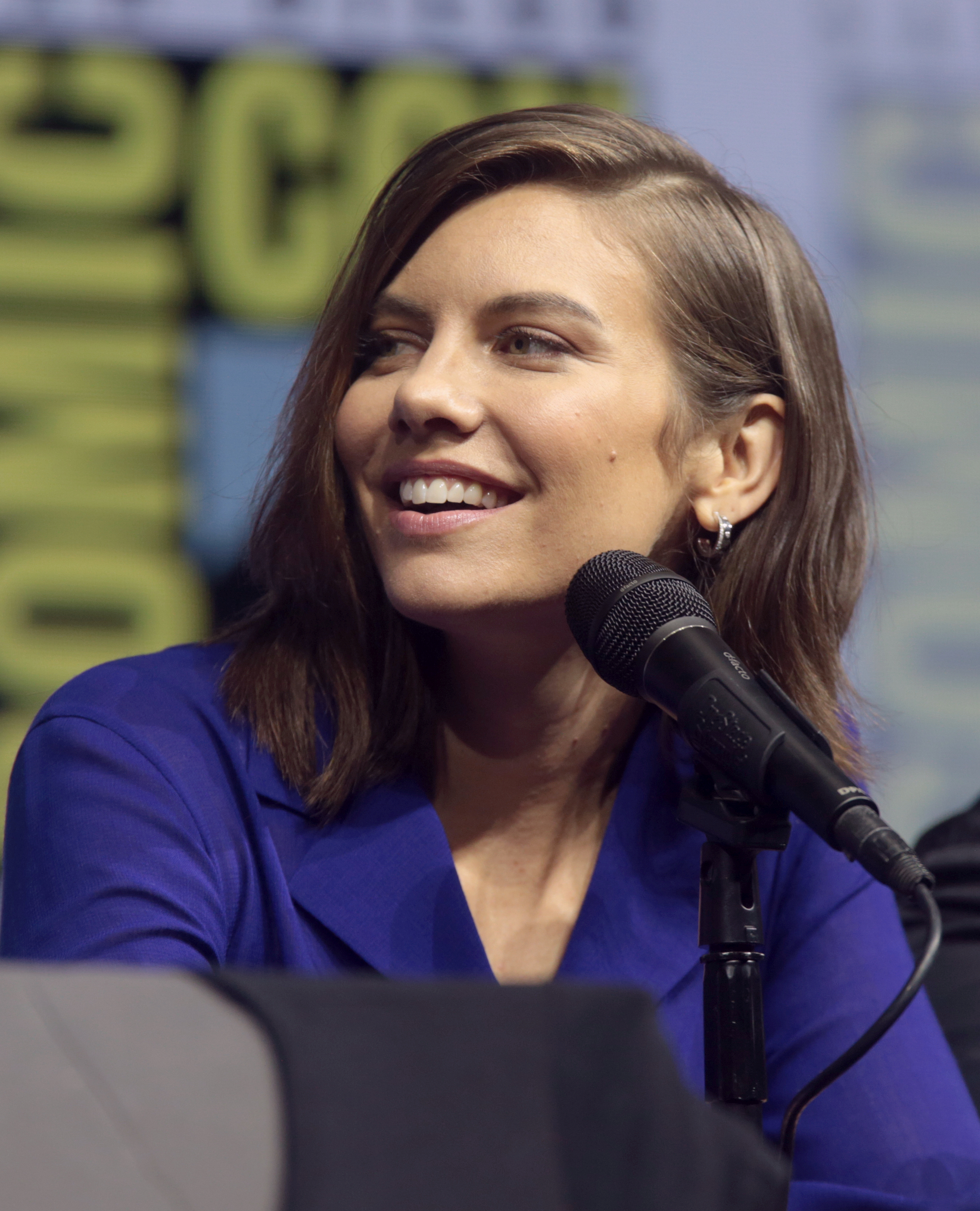
Lauren Cohan
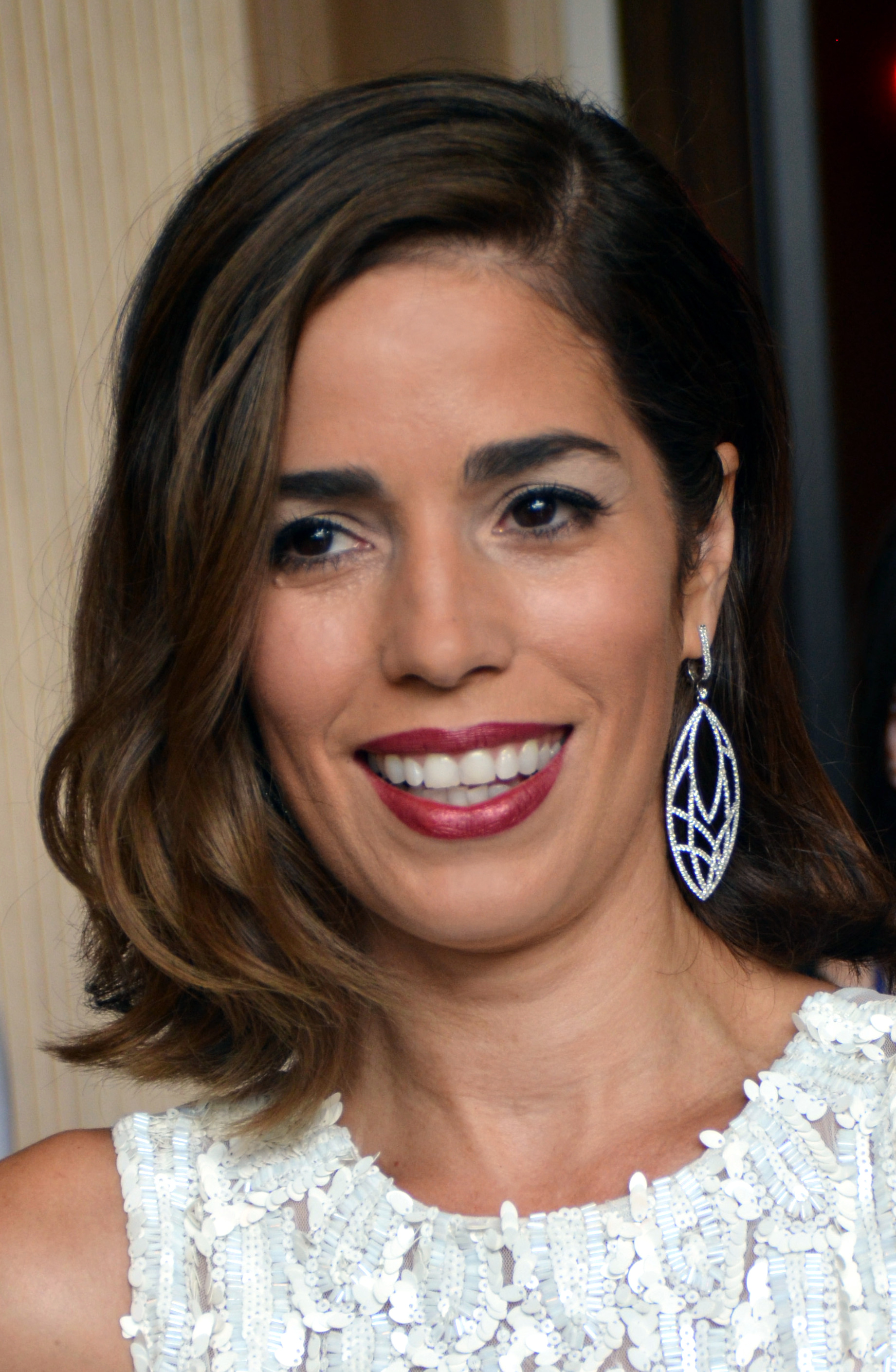
Ana Ortiz
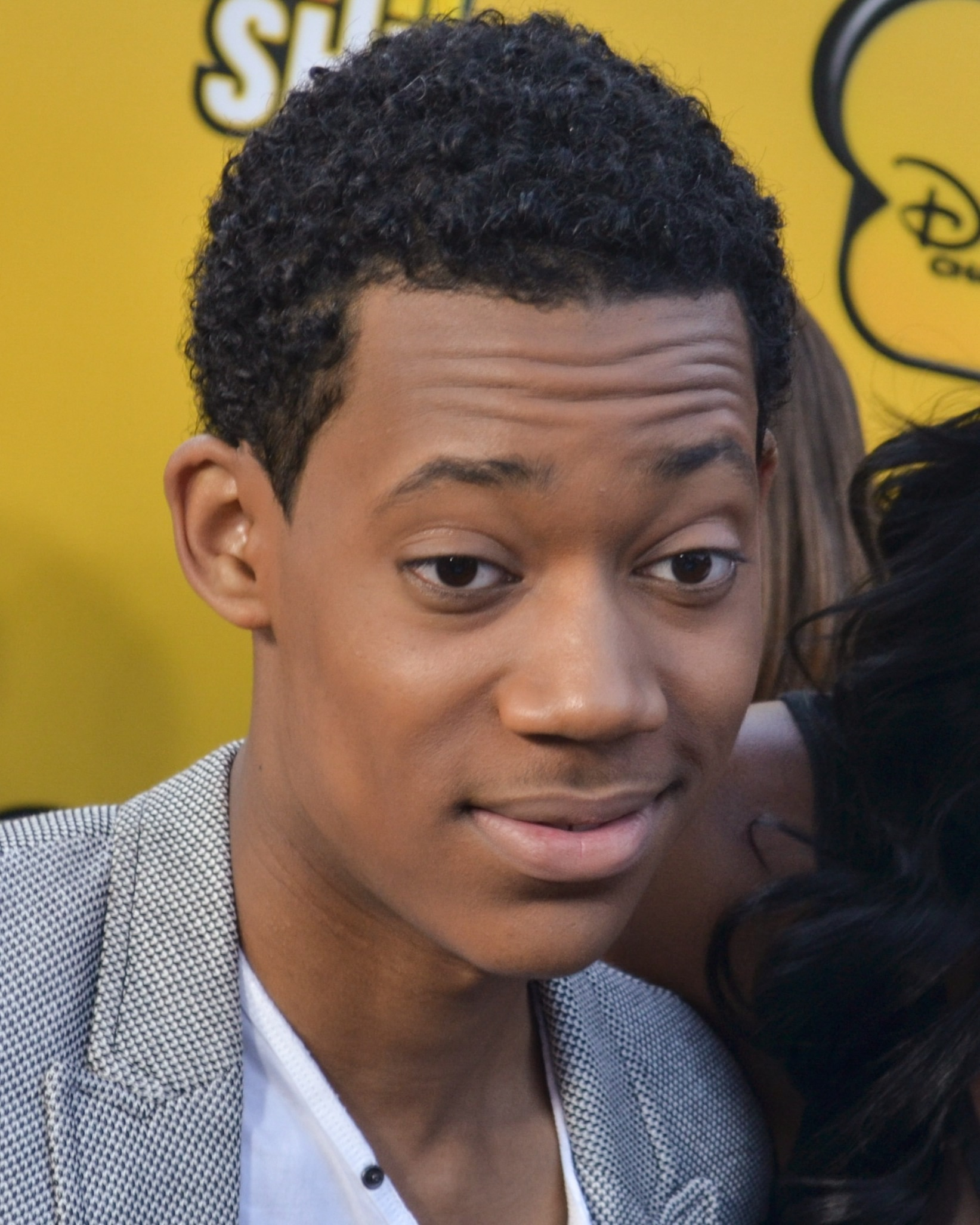
Tyler James Williams
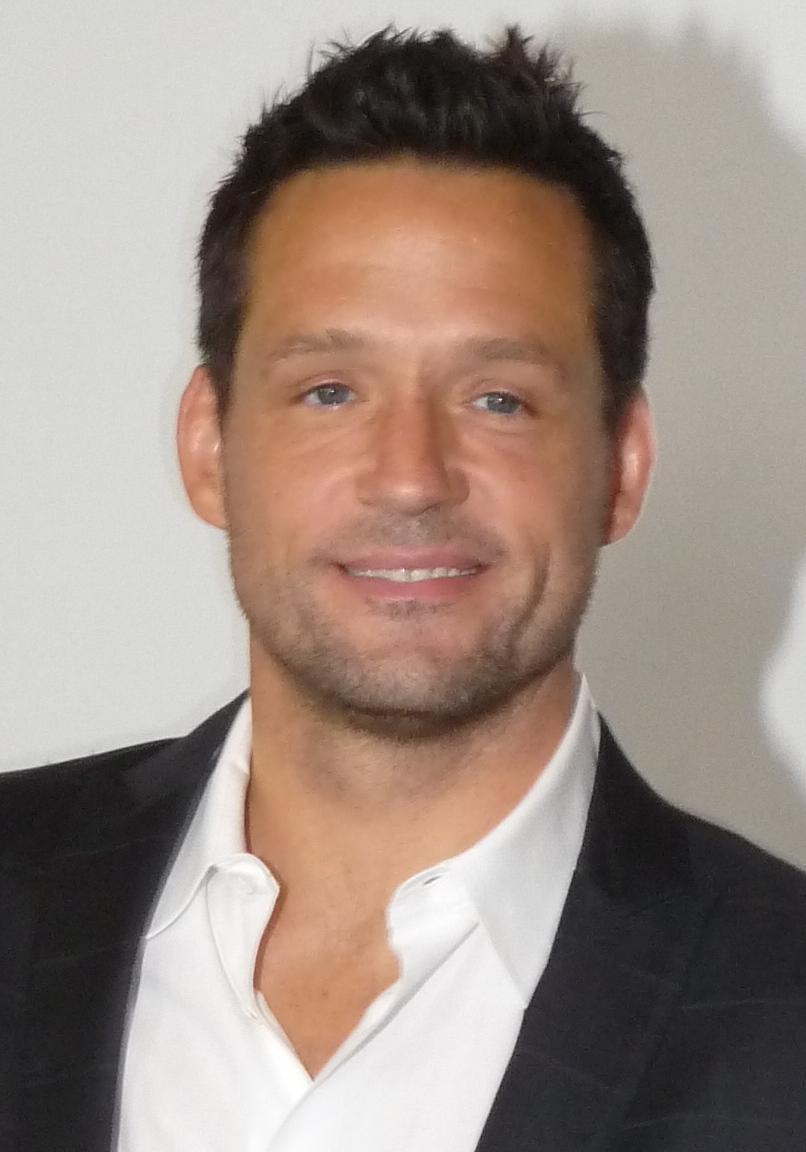
Josh Hopkins

### Ricorrenti
- Alex Ollerman, interpretato da Dylan Walsh
- Emma Davies, interpretata da Ophelia Lovibond
- Martyna "Tina" Marek, interpretata da Marika Domińczyk
- Kelly Ashland, interpretata da Christa Miller

### Guest
- Karen Pappas, interpretata da Bellamy Young

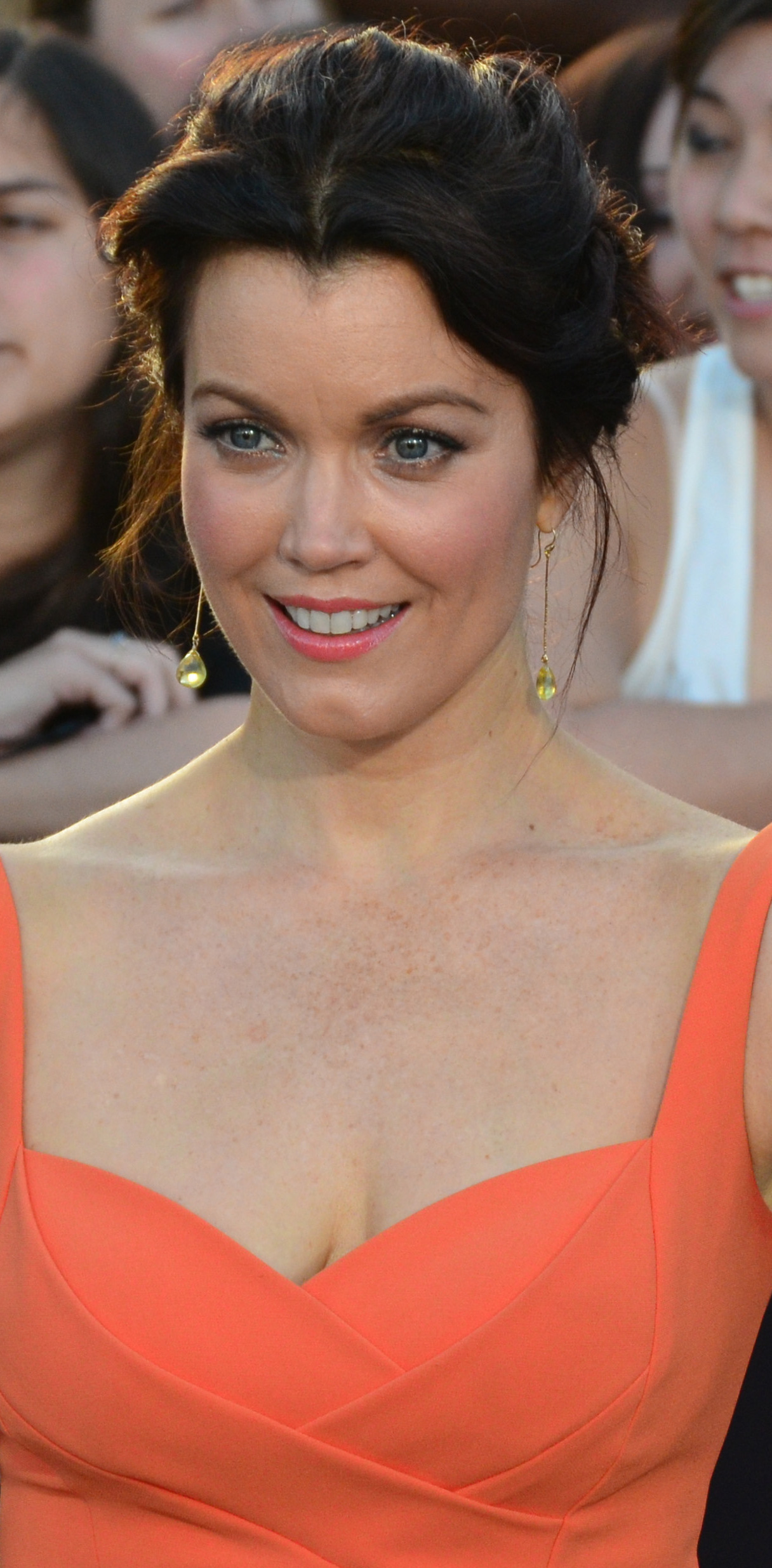
Bellamy Young

## Episodi
| Stagione       | Episodi | Prima TV USA | Prima TV Italia |
| -------------- | ------- | ------------ | --------------- |
| Prima stagione | 13      | 2019         | 2019            |

## Produzione

### Sviluppo
Il 24 ottobre 2017, è stato annunciato che la ABC aveva dato alla produzione un impegno per un pilota, dopo che diverse reti avevano mostrato interesse. L'episodio è stato scritto da David Hemingson, che lo ha anche prodotto, insieme a Bill Lawrence e Jeff Ingold. Anche Scott Foley sarebbe stato il produttore. Le case di produzione coinvolte sono Doozer e Warner Bros. Television. Il 16 febbraio 2018, fu annunciato che Peter Atencio avrebbe diretto l'episodio. L'11 maggio 2018, è stato annunciato che la ABC aveva dato alla produzione un ordine di 13 episodi. Pochi giorni dopo, è stato annunciato che la serie sarebbe stata trasmessa nella primavera del 2019 come midseason replacement.
Il 12 maggio 2019, la serie viene cancellata dopo una sola stagione. Tuttavia, la Warner Bros. Television ha annunciato di essere in trattative con altre reti disposte a contribuire a produrre la seconda stagione della serie.

### Casting
Accanto all'annuncio del pilota, è stato confermato che Scott Foley avrebbe recitato nella serie oltre ad essere il produttore. Nel febbraio 2018, fu annunciato che Lauren Cohan, Ana Ortiz e Tyler James Williams si erano uniti al cast principale dell'episodio. Il 23 agosto 2018, è stato riferito che Josh Hopkins si era unito al cast principale. Il 20 settembre 2018, fu annunciato che Bellamy Young era stata scelta per un ruolo ospite. Il 18 dicembre 2018, è stato riferito che Dylan Walsh sarebbe apparso nel cast ricorrente. Il 25 gennaio 2019, è stato annunciato che Marika Domińczyk e Christa Miller si erano unite al cast ricorrente.

## Promozione
Il 15 maggio 2018, ABC ha pubblicato il primo trailer ufficiale della serie.

## Distribuzione
Il 12 dicembre 2018, fu annunciato che la serie sarebbe stata trasmessa dal 27 febbraio 2019 alle 22:00. Il 10 gennaio 2019, è stato annunciato che il primo episodio sarebbe stato trasmesso in anteprima "speciale" il 24 febbraio 2019, dopo la 91ª edizione degli Oscar.

## Accoglienza

### Critica
La serie è stata accolta positivamente dalla critica. Sull'aggregatore di recensioni Rotten Tomatoes ha un indice di gradimento dell'82% con un voto medio di 6,09 su 10, basato su 33 recensioni. Il commento consensuale del sito recita: "Divertente, grintoso e alimentato dalla chimica tra le sue spinte carismatiche, Whiskey Cavalier supera la sua struttura familiare per offrire un'interpretazione interessante di una formula ben consolidata". Su Metacritic, invece, ha un punteggio di 64 su 100, basato su 17 recensioni.